# Andreas Jäger
Andreas Jäger (1660 – 1730) è stato un filologo e religioso svedese, precursore dell'indoeuropeistica.

## Biografia
Scarse le informazioni sulla vita di Jäger, tanto che le stesse date di nascita e di morte sono approssimative. Studiò probabilmente all'Università di Uppsala; le sue idee non riscossero alcun successo nella comunità scientifica del suo tempo, tanto che tornò a Uppsala e divenne pastore.

## Opera
A Jäger è attribuito il dialogo De lingua vetustissima Europae Scytho-Celtica et Gothica (generalmente abbreviato in De lingua vetustissima Europae), pubblicato a Wittenberg nel 1686 e che contiene la prima formulazione dell'esistenza di un comune antenato di gran parte delle lingue storiche dell'Europa e dell'Asia centro-occidentale. Per Jäger, greco, latino, lingue germaniche, lingue celtiche, lingue slave e persiano erano il risultato dell'evoluzione di una lingua estinta, parlata anticamente nei pressi del Caucaso e cui diede il nome di "scitoceltico". Secondo Jäger, tra le varie lingue che riteneva geneticamente imparentate i caratteri di maggior arcaicità, e quindi di maggior prossimità alla perduta lingua comune, appartenevano al persiano, che chiamava "lingua scita".
L'attribuzione a Jäger del De lingua vetustissima Europae è accolta dalla gran parte dei linguisti, anche grazie alle argomentazioni di George J. Metcalf; è stato tuttavia ipotizzato che il vero autore del dialogo sia stato non colui che risponde ai quesiti (Jäger, allora giovane studente), ma colui che li poneva: un docente, quindi, che è stato proposto di identificare con Georg Caspar Kirchmaier.